# Cole Anthony
Cole Hilton Anthony, né le 15 mai 2000 à Portland dans l'Oregon, est un joueur américain de basket-ball évoluant au poste de meneur et mesurant 1,86 m.

## Biographie
Fils de l'ex-joueur NBA Greg Anthony, il voit sa cote grimper en flèche au lycée avec des titres de MVP du Jordan Brand Classic, McDonald's All-American Game et Nike Hoop Summit. Après une saison passée à l'université avec les Tar Heels de la Caroline du Nord, il décide de se présenter à la draft 2020 où il est attendu parmi les vingt premiers choix.

### Magic d'Orlando (2020-2025)

#### Saison 2020‑2021
Cole Anthony est sélectionné en 15e position de la draft 2020 par le Magic d'Orlando. Il signe son contrat rookie le 21 novembre 2020. Il termine la saison avec des statistiques de 12,9 points, 4,7 rebonds et 4,1 passes décisives en 27,1 minutes par match, avec des paniers victorieux en janvier et mai 2021,. Cependant, Orlando manque les playoffs.

#### Saison 2021‑2022
Il progresse en deuxième saison avec des moyennes de 16,3 points, 4,7 rebonds et 5,4 passes décisives en 31,7 minutes sur 65 matchs (65 titularisations). Il est pressenti pour le titre de Most Improved Player, joueur ayant le plus progressé. Le Magic ne se qualifie pas pour les playoffs.

#### Saison 2022‑2023
Il joue 60 matchs (4 titularisations), avec des moyennes de 13,0 points, 4,8 rebonds et 3,9 passes décisives, à 45,4 % au tir et 36,4 % à 3 points. Une blessure à l'oblique en octobre et une suspension d’un match en décembre assombrissent sa saison.

#### Saison 2023‑2024
Le 23 octobre 2023, il signe une prolongation de trois ans pour 39 millions de dollars (26 millions de $ garantis). Il participe à 81 matchs (aucune titularisation), avec des statistiques de 11,6 points, 3,8 rebonds et 2,9 passes décisives en 22,4 minutes de moyenne. Orlando atteint enfin les playoffs, et Anthony y contribue à 5,1 points de moyenne sur 7 matchs.

#### Saison 2024‑2025
Il dispute 67 matchs (22 titularisations), affichant des moyennes de 9,4 points, 3,0 rebonds et 2,9 passes décisives à 42,4 % au tir. Le 15 avril 2025, il marque 26 points et distribue 6 passes dans une victoire 120‑95 face aux Hawks d'Atlanta lors du play‑in, assurant la 7e place à l’Est. En playoffs 2025, où il est limité à 2,2 points de moyenne sur 5 matchs, Orlando est éliminé au premier tour.

#### Bilan global (2020–2025)
En l’espace de cinq saisons, il dispute environ 320 matchs (125 titularisations), pour des moyennes de 12,5 points, 4,3 rebonds et 3,8 passes décisives par match.

### Bucks de Milwaukee (depuis 2025)
Le 15 juin 2025, il est envoyé aux Grizzlies de Memphis avec son coéquipier Kentavious Caldwell-Pope et quatre premiers tours de draft, contre Desmond Bane,. Par la suite, il est libéré par les Grizzlies afin qu'il puisse s'engager avec les Bucks de Milwaukee pour une saison.

## Palmarès

### Lycée et université
- McDonald's All-American Game MVP (2019)
- Jordan Brand Classic MVP (2019)
- Nike Hoop Summit MVP (2019)
- Third-team All-ACC (2020)
- ACC All-Freshman Team (2020)

## Statistiques

### Universitaires
Les statistiques de Cole Anthony en matchs universitaires sont les suivantes :
| Saison    | Équipe         | Matchs | Titul. | Min./m | % Tir | % 3pts | % LF | Rbds/m. | Pass/m. | Int/m. | Ctr/m. | Pts/m. |
| --------- | -------------- | ------ | ------ | ------ | ----- | ------ | ---- | ------- | ------- | ------ | ------ | ------ |
| 2019-2020 | North Carolina | 22     | 20     | 34,9   | 38,0  | 34,8   | 75,0 | 5,70    | 4,00    | 1,30   | 0,30   | 18,50  |
| Carrière  | Carrière       | 22     | 20     | 34,9   | 38,0  | 34,8   | 75,0 | 5,70    | 4,00    | 1,30   | 0,30   | 18,50  |

### Professionnelles

#### Saison régulière
| Saison    | Équipe   | Matchs | Titul. | Min./m | % Tir | % 3pts | % LF | Rbds/m. | Pass/m. | Int/m. | Ctr/m. | Pts/m. |
| --------- | -------- | ------ | ------ | ------ | ----- | ------ | ---- | ------- | ------- | ------ | ------ | ------ |
| 2020-2021 | Orlando  | 47     | 34     | 27,1   | 39,7  | 33,7   | 83,2 | 4,70    | 4,10    | 0,60   | 0,40   | 12,90  |
| 2021-2022 | Orlando  | 65     | 65     | 31,7   | 39,1  | 33,8   | 85,4 | 5,40    | 5,70    | 0,70   | 0,30   | 16,30  |
| 2022-2023 | Orlando  | 60     | 4      | 25,9   | 45,4  | 36,4   | 89,4 | 4,80    | 3,90    | 0,60   | 0,50   | 13,00  |
| 2023-2024 | Orlando  | 81     | 0      | 22,4   | 43,5  | 33,8   | 82,6 | 3,80    | 2,90    | 0,80   | 0,50   | 11,60  |
| 2024-2025 | Orlando  | 67     | 22     | 18,4   | 42,4  | 35,3   | 82,3 | 3,00    | 2,90    | 0,70   | 0,50   | 9,40   |
| Carrière  | Carrière | 320    | 125    | 24,5   | 41,9  | 34,5   | 84,7 | 4,30    | 3,80    | 0,70   | 0,40   | 12,50  |

#### Playoffs
| Saison   | Équipe   | Matchs | Titul. | Min./m | % Tir | % 3pts | % LF | Rbds/m. | Pass/m. | Int/m. | Ctr/m. | Pts/m. |
| -------- | -------- | ------ | ------ | ------ | ----- | ------ | ---- | ------- | ------- | ------ | ------ | ------ |
| 2024     | Orlando  | 7      | 0      | 14,7   | 31,7  | 15,4   | 88,9 | 2,10    | 1,30    | 0,60   | 0,10   | 5,10   |
| 2025     | Orlando  | 5      | 0      | 10,2   | 28,6  | 0,0    | 75,0 | 1,40    | 1,20    | 0,00   | 0,20   | 2,20   |
| Carrière | Carrière | 12     | 0      | 12,8   | 30,9  | 10,5   | 84,6 | 1,80    | 1,30    | 0,30   | 0,20   | 3,90   |